# Víctor Pérez Vera
Víctor Luis Pérez Vera (Rancagua, 8 de enero de 1943) es un ingeniero y académico chileno. Fue rector de la Universidad de Chile entre 2006 y 2014.

## Biografía

### Primeros años y estudios
Nació en Rancagua, proveniente de una familia de profesores primarios. Estudió en el Liceo Manuel Barros Borgoño de la ciudad de Santiago. Posteriormente ingresó a la Facultad de Ciencias Físicas y Matemáticas (FCFM) de la Universidad de Chile para estudiar Ingeniería Civil Industrial, desde donde egresó en 1968. Paralelamente, participó en el Instituto Politécnico de Santiago, organizado por estudiantes de ingeniería, del cual fue director entre 1967 y 1969. En 1972 obtuvo un Master of Science en Ingeniería Industrial, en la Universidad de Míchigan (Estados Unidos).

### Carrera académica
En 1969 fue nombrado profesor investigador del Departamento de Ingeniería Industrial en la FCFM; en esa facultad también ocupó los cargos de director del Departamento de Ingeniería Industrial (1980-1984 y 1988-1990), vicedecano (1984-1985), miembro de la Comisión de Evaluación Académica (1991-1992) y decano (1994-2002). En 1993 ocupó la prorrectoría de la Universidad de Chile.
En 1975 junto a otros ingenieros y académicos del área informática como Óscar Barros y Antonio Holgado, crean el Centro de Informática e Ingeniería de Sistemas en Administración, conocido actualmente como Instituto Profesional Ciisa.[cita requerida]
Ha publicado numerosos trabajos en revistas internacionales de corriente principal, en el área de los sistemas de información. Es autor y coautor de siete libros, todos editados por la Editorial Universitaria, sobre informática, sistemas de información, bases de datos y análisis financiero.

### Rectoría

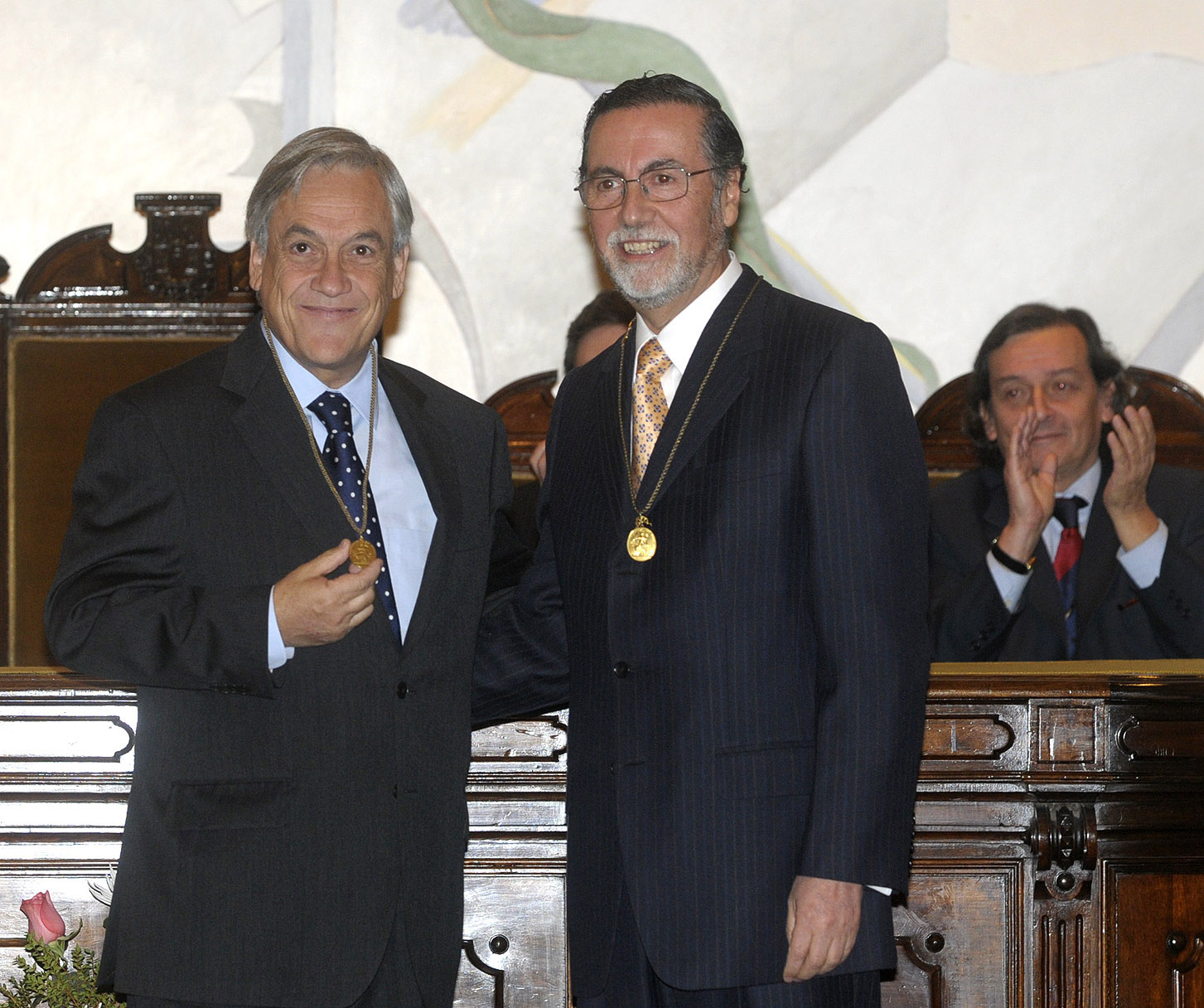
Pérez junto al presidente Sebastián Piñera, durante la ceremonia de inicio de su segundo período como rector en 2010.

En 2002 se presentó como candidato a rector de la Universidad, pero perdió frente a Luis Riveros, quien buscaba la reelección. En 2006 repostuló al cargo, enfrentándose a Riveros y a Jorge Las Heras Bonetto; Riveros y Pérez obtuvieron un 39 y 37,5% de los sufragios respectivamente, pasando ambos a segunda vuelta, votación en la que se impuso Víctor Pérez, quien asumió la rectoría el 14 de junio de ese año. 
En 2010 se presentó a la reelección, siendo esta vez sus adversarios Raúl Morales Segura, decano de la Facultad de Ciencias y Jorge Las Heras; Pérez pasó a segunda vuelta con Morales, instancia en que resultó ganador con el 52,78% de los votos.
Durante el movimiento estudiantil surgido en 2011, fue uno de los miembros del Consejo de Rectores de las Universidades Chilenas (CRUCH) más críticos respecto a las respuestas gubernamentales dadas a las demandas de los estudiantes, lo que incluso le valió la reprobación de algunos ministros por la supuesta influencia que habría tenido Pérez en los demás rectores del CRUCH.
El 16 de junio de 2014 dejó el cargo, siendo sucedido por Ennio Vivaldi.